# Jacky Maes
Jacky Maes, né le 13 juin 1946 à Ostende et décédé le 11 juillet 2014 est un homme politique belge flamand, membre du Sp.a.
Il fut secrétaire des mutualités.
Il devint chevalier de l'Ordre de Léopold II (1999).

## Carrière politique
- 1997-     Président du CPAS à Bredene
- 1973-     Conseiller communal à Bredene
- 1983-2006 Premier échevin à Bredene
- 2007-     Échevin à Bredene
- 1981-1995 Conseiller provincial de Flandre-Occidentale
- 1995-2009 Député au Parlement flamand